# Parlamentswahl in Venezuela 2020
Die Parlamentswahlen in Venezuela 2020 fanden am 6. Dezember 2020 statt. Sie wurden von der staatlichen Wahlbehörde CNE überwacht. Es wurden 277 Sitze in der venezolanischen Nationalversammlung verteilt.

## Im Vorfeld
Das Ziel der Vereinigten Sozialistischen Partei Venezuelas (PSUV) war die Rückgewinnung des Einkammerparlaments, welches seit 2016 unter Oppositionsführung stand. Der Großteil der Opposition boykottierte die Wahl aufgrund von mangelnder Freiheit. Der Oberste Gerichtshof hatte im Juli 2020 die Vorstände von mehreren Oppositionsparteien ausgewechselt, nachdem diese entschieden hatten, nicht an der Wahl teilzunehmen. Der regimetreue Oberste Gerichtshof Venezuelas setzte stattdessen regierungsnahe Vorstände ein.
Die Opposition verlängerte zuletzt die Legislaturperiode des Parlaments und das Mandat von Parlamentspräsident Juan Guaidó um ein Jahr, was der Oberste Gerichtshof aber für ungültig erklärte. Aus Angst vor staatlicher Repression legten Oppositionspolitiker ihr Mandat nieder.

## Ergebnisse und Wahlbeteiligung
Die Regierungspartei PSUV unter Führung von Nicolás Maduro gewann als Teil des GPP-Bündnisses, welches er ebenfalls anführt, 219 Sitze bzw. 62,74 Prozent der Stimmen, während das zur Wahl angetretene Oppositionsbündnis Alianza Democrática lediglich 18 Sitze erreichte. Die Opposition erhielt insgesamt 24 Sitze. Drei Sitze stehen der indigenen Bevölkerung zu. Zur Wahl aufgerufen waren rund 20,7 Millionen Venezolaner, wovon laut offiziellen Angaben rund 6,3 Millionen zur Wahl gingen (30,5 Prozent). Die neue Wahlperiode begann am 5. Januar 2021. Die Wahl gilt als unfrei. Es gab so gut wie keine unabhängigen Wahlbeobachter.
- Gran Polo Patriótico (GPP): 253
- Alianza Democrática: 18
- Sonst.: 6

| Partei                     | Stimmen        | Stimmenanteil | Sitze |
| -------------------------- | -------------- | ------------- | ----- |
| Gran Polo Patriótico (GPP) | 4,32 Millionen | 69,34 %       | 253   |
| Alianza Democrática (AD)   | 1,17 Millionen | 18,76 %       | 18    |
| sonstige                   | 0,76 Millionen | 11,9 %        | 6     |
| Gesamt                     | 6,25 Millionen |               | 277   |

Quelle: 